# 洛桑森格
洛桑森格（藏語：བློ་བཟང་སེང་གེ་，威利转写：blo-bzang seng-ge，THL：Lobsang Sangay，1968年9月5日—），又譯為洛桑桑蓋、洛桑僧格等，生于印度共和国大吉岭，美国籍藏人学者。他擔任末任噶倫赤巴，以及第一位民選西藏司政，是700餘年來首位非藏传佛教僧侶出身的藏人行政中央領導者。

## 背景與經歷
其父格桑曲扎本為理塘寺僧人。1956年，中国人民解放军以兩個團的兵力猛攻理塘寺，三千多名藏民僧俗聚集死守理塘寺，解放軍久攻不下後憤然向空軍呼叫兩架圖-4重型轟炸機，將理塘寺炸成一片瓦礫，大量藏民在理塘寺鎮壓中戰死。寺院被毀的消息激起更激烈的民憤，使僧侶和當地農牧民奮起抵抗。幸免於難的格桑曲扎也脫下袈裟，扛起武器加入當地的游擊隊。他說：「寺院是我的家，但是家被毀了。我必須拿起武器捍衛我的信仰。」1959年，格桑曲扎追隨十四世達賴喇嘛流亡印度。
2005年，洛桑森格访问北京。